# Aerobics

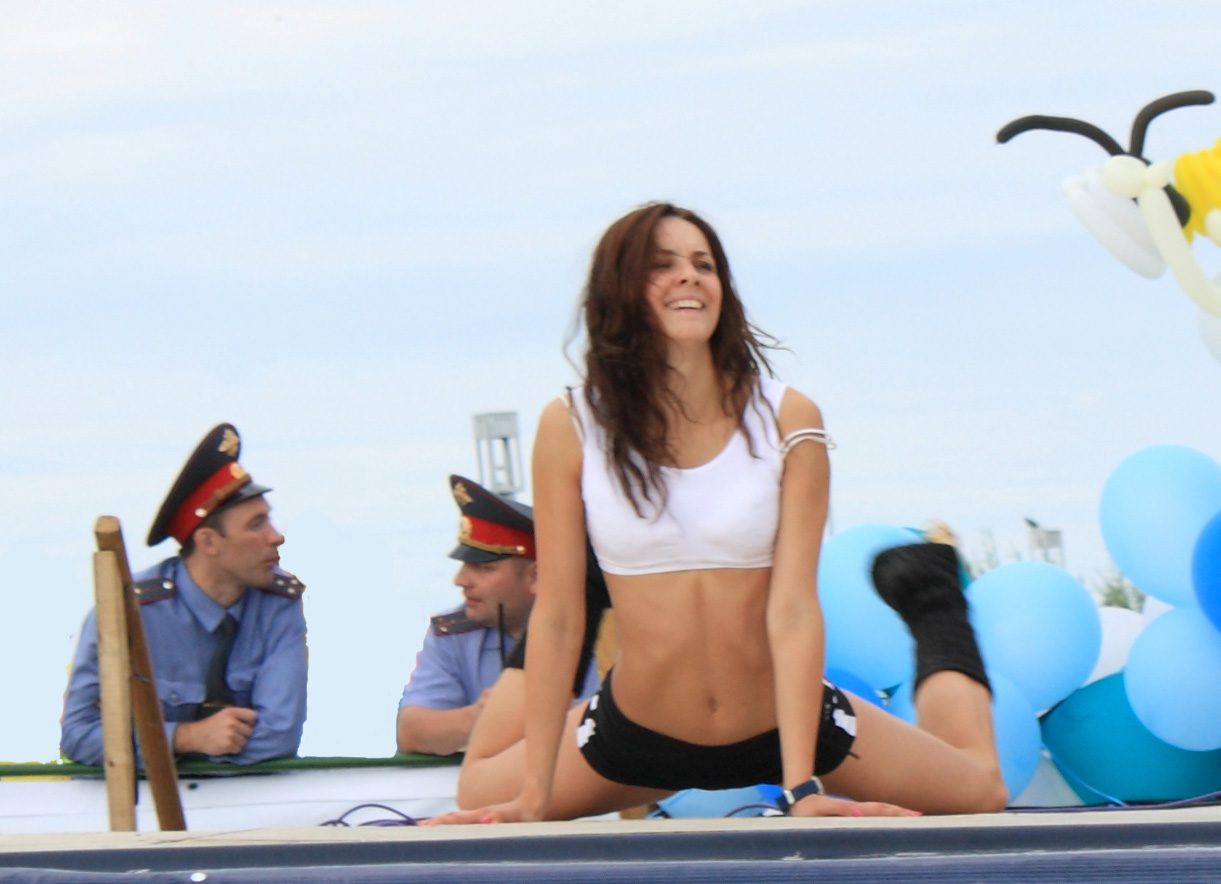
Aerobics in Severodvinsk, Rusland

Aerobics is een efficiënte fysieke uitoefening die vaak op muziek wordt gedaan. Kracht, flexibiliteit, coördinatie en tact worden getraind. Aerobics is zeer populair bij vrouwen die het samen in een groep met een instructeur of alleen voor de televisie doen. In de jaren 60 introduceerde Dr. Kenneth H. Cooper een oefening om het hart en de longen te versterken en begon de eerste "aerob"-opleiding in de Verenigde Staten. Zijn boek Aerobics leidde definitief tot een doorbraak van de oefening.
Aerobics wordt beoefend om vetten en koolhydraten te verbranden en de lichamelijke conditie te verbeteren.
Er zijn verschillende soorten aerobics, zoals interval-aerobics (een training afgewisseld met rustperioden), step-aerobics (waarbij men op een soort platform staat), aqua-aerobics (aerobics in het water) en dans-aerobics.
Een sessie bestaat meestal uit de volgende onderdelen:
- een opwarming ('warming-up')
- een cardiodeel
- floorwork
- stretching / 'cooling down'